# Frank Steinhäuser
Frank Steinhäuser ist ein ehemaliger deutscher Rudersportler.

## Werdegang
Frank Steinhäuser interessierte sich von Jugend an für den aktiven Rudersport. Er wurde deshalb Mitglied des Ruder-Club Nassovia Höchst, bei dem er bald zu den Leistungsträgern des Vereins gehörte. Seine Disziplin innerhalb des Rudersportes war der Zweier mit Steuermann, wobei er den Part des Steuermanns übernahm. Wegen seiner und seiner Partner Wolfgang Neuß und Klaus-Günther Jordan Leistungen wurde er bald in nationalen und auch internationalen Wettbewerben eingesetzt. Dabei wurde sein Team 1962 Deutscher Meister im Zweier mit Steuermann. Auch bei den deutschen Rudermeisterschaften 1963 und 1964 war sein Team erfolgreich: 1963 wurde eine Gold- 1964 eine Bronzemedaille errungen.
Höhepunkt seiner Karriere als Ruderer waren der Gewinn der Weltmeisterschaft 1962 und der Europameisterschaft 1963.
Für seine sportlichen Leistungen wurden er und sein Team am 11. Juli 1963 mit dem Silbernen Lorbeerblatt ausgezeichnet.
Außerdem ehrte ihn sein Verein 2012 für seine 50-jährige Mitgliedschaft im Ruder-Club Nassovia.